# Commodore 1541

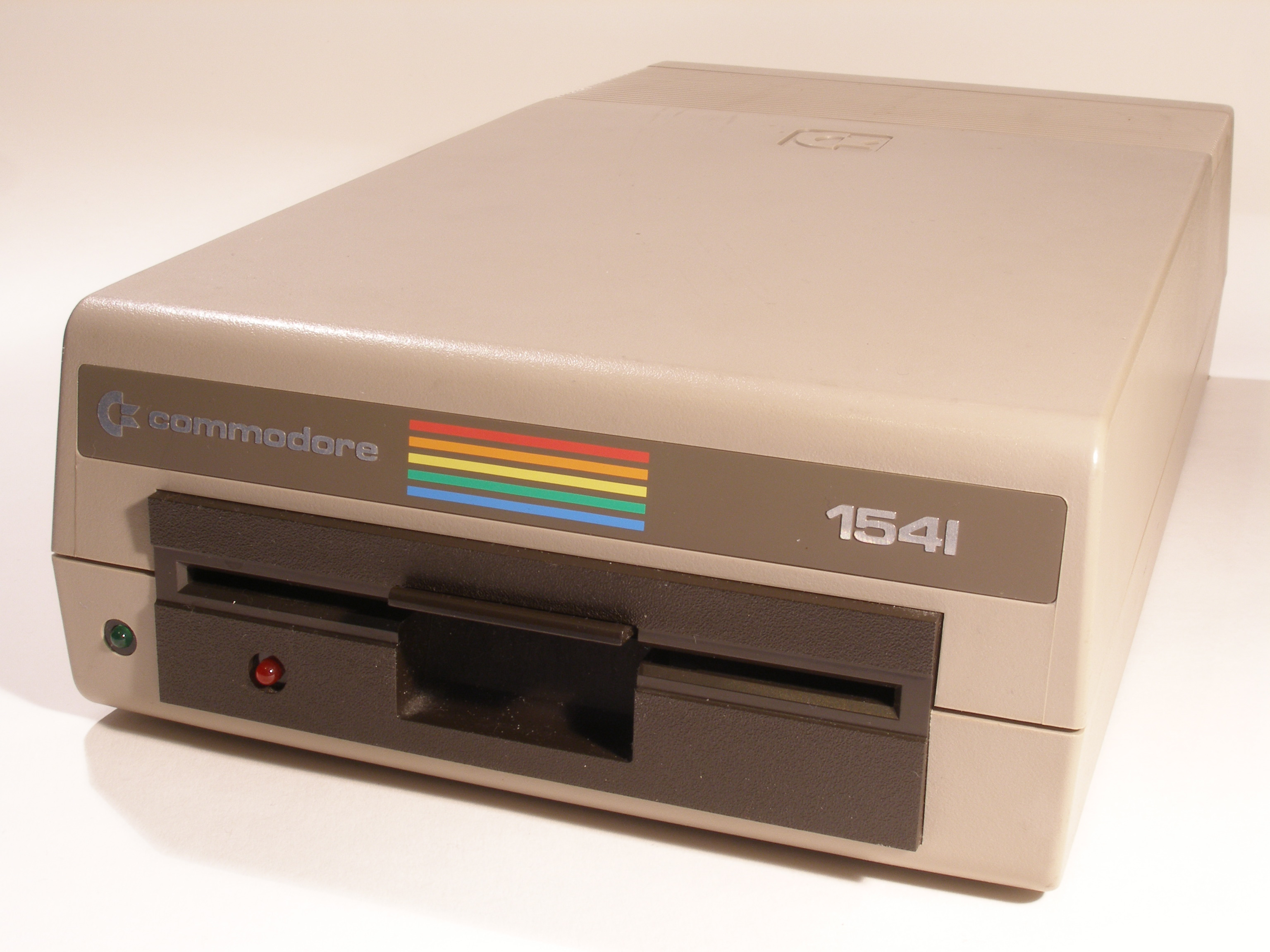
Stacja Commodore 1541

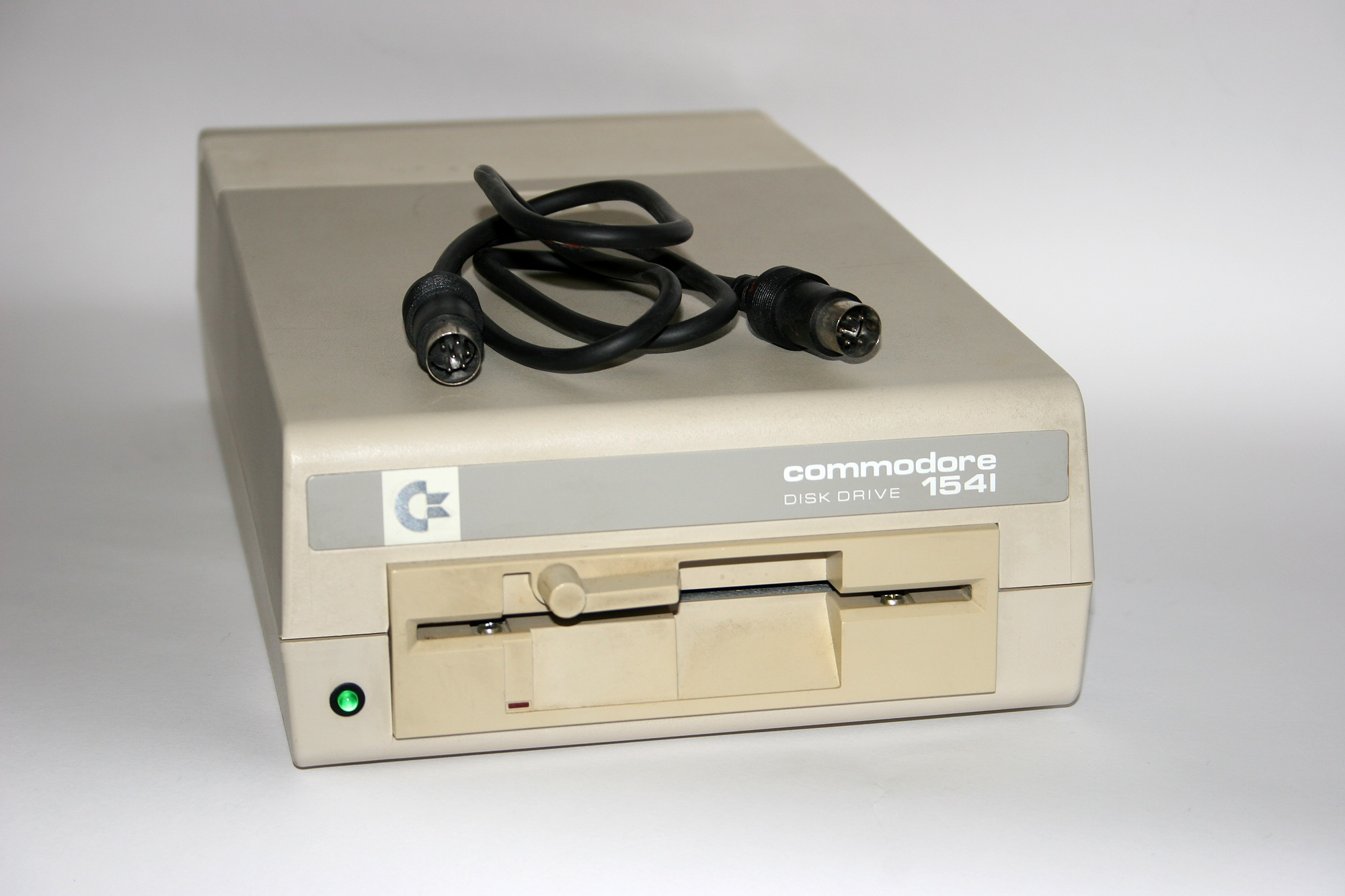
Stacja Commodore 1541C

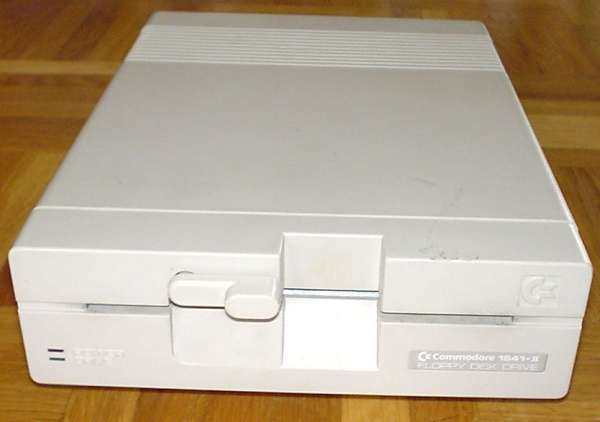
Stacja Commodore 1541-II

Commodore 1541 – stacja dyskietek przeznaczona dla 8-bitowych komputerów firmy Commodore, takich jak Commodore 64. Umożliwiała standardowo tylko jednostronny zapis dysków 5,25" o pojemności 170 kilobajtów (zapis dwustronny możliwy był jedynie poprzez nacięcie brzegu dyskietki, formując w ten sposób okienko zezwalające na zapis, i włożenie jej drugą stroną, czyli etykietą do dołu). Stacja sterowana była mikroprocesorem MOS Technology 6502, działającym jednocześnie jako kontroler stacji dysków i jako procesor obsługujący system operacyjny CBM DOS 2.6. Teoretycznie jej moc obliczeniowa była większa od mocy komputerów z jakimi współpracowała, co przekładało się niestety na wysoką cenę samej stacji.
Oprócz podstawowego modelu 1541 z 1982 roku z wbudowanym zasilaczem, w 1986 wprowadzono model 1541C, charakteryzujący się większą kulturą pracy (niższy poziom hałasu) i jaśniejszym kolorem obudowy, a w 1988 roku model 1541-II z zasilaczem zewnętrznym. W tychże stacjach dyskietek rozróżnia się 2 mechanizmy blokady dysków:
- produkcji Alps, posiadający charakterystyczną opuszczaną klapkę przy otworze na dyskietkę – spotykaną dawniej w stacjach dyskietek 8";
- produkcji Newtronics, nowszy, posiadający popularne rozwiązanie z obracanym zatrzaskiem.

## Problemy i rozbudowa

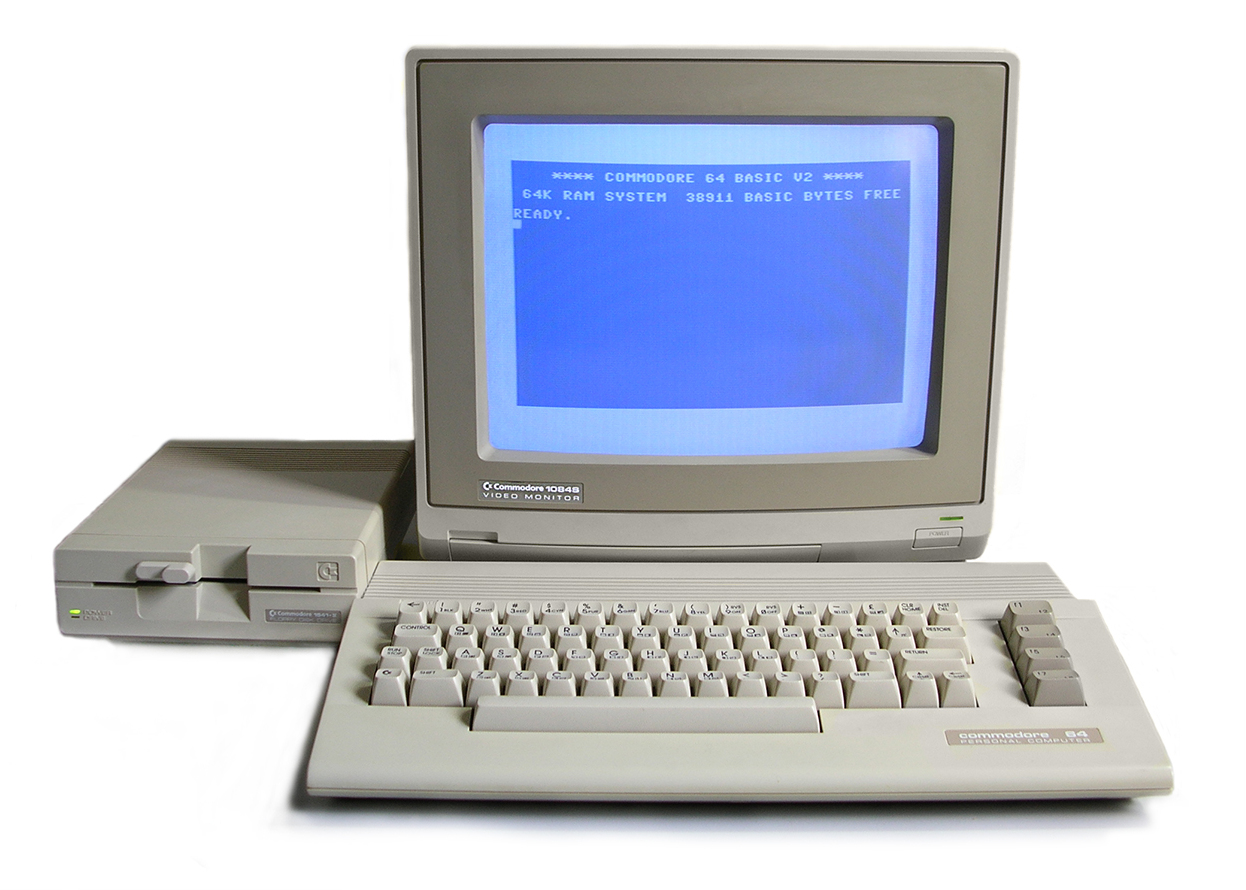
Zestaw komputerowy: Commodore 64C ze stacją 1541-II i monitorem RGB 1084S.

Od kiedy 1541 weszła na rynek, powstało wiele modyfikacji ułatwiających pracę. W Polsce popularne były przełączniki wyłączające ochronę przed zapisem, co usuwało konieczność wycinania okienka z drugiej strony dyskietki. Przyłączając odpowiednią linię tworzono dla stacji przycisk Reset, obecny w wielu stacjach innych producentów. Zaawansowani użytkownicy dodawali też tzw. bursta przyspieszającego transfer do 80x (niektóre źródła podają 100x). W sprzedaży znajdowały się także różne wersje systemu operacyjnego DOS stacji (np. Dolphin DOS) w postaci kości ROM-u.
Pierwszy typ 1541 w czasie pracy rozgrzewał się do wysokiej temperatury, więc często nazywano tę stację „tosterem”. Aby obniżyć temperaturę stosowano różne sposoby, od podnoszenia nóżek stacji do instalacji dodatkowego wentylatora. Gdy podniesiono napięcie w sieci zasilającej z 220 V do 230 V, zmieniano podłączenia transformatora, co powodowało spadek ilości wydzielanego ciepła. Ponadto stacja miała niewielkie możliwości w zakresie zmiany swojego numeru urządzenia – raz przecięte ścieżki musiały zostać zalutowane, gdy chciano zmienić jej numer. Sporym problemem był także serwomechanizm głowicy, który podczas formatowania cofał głowicę o 40 ścieżek. Ponieważ dyskietka składała się tylko z 35 ścieżek, to uderzająca w granicę głowica wydawała charakterystyczny dźwięk porównywany przez niektórych do karabinu; dodatkowo generowane wibracje często rozkalibrowywały głowicę. Znając te „możliwości dźwiękowe” napędu dyskietek, scenowcy pisali programy odgrywające proste melodie wyłącznie na mechanice stacji.

## Następcy stacji 1541
Stacja dyskietek 5,25" dla Commodore 128 to Commodore 1570 lub dwustronna Commodore 1571.
Stacja dyskietek 3,5" dla C-64 i C-128 to Commodore 1581.